# Caroline Marshall Woodward

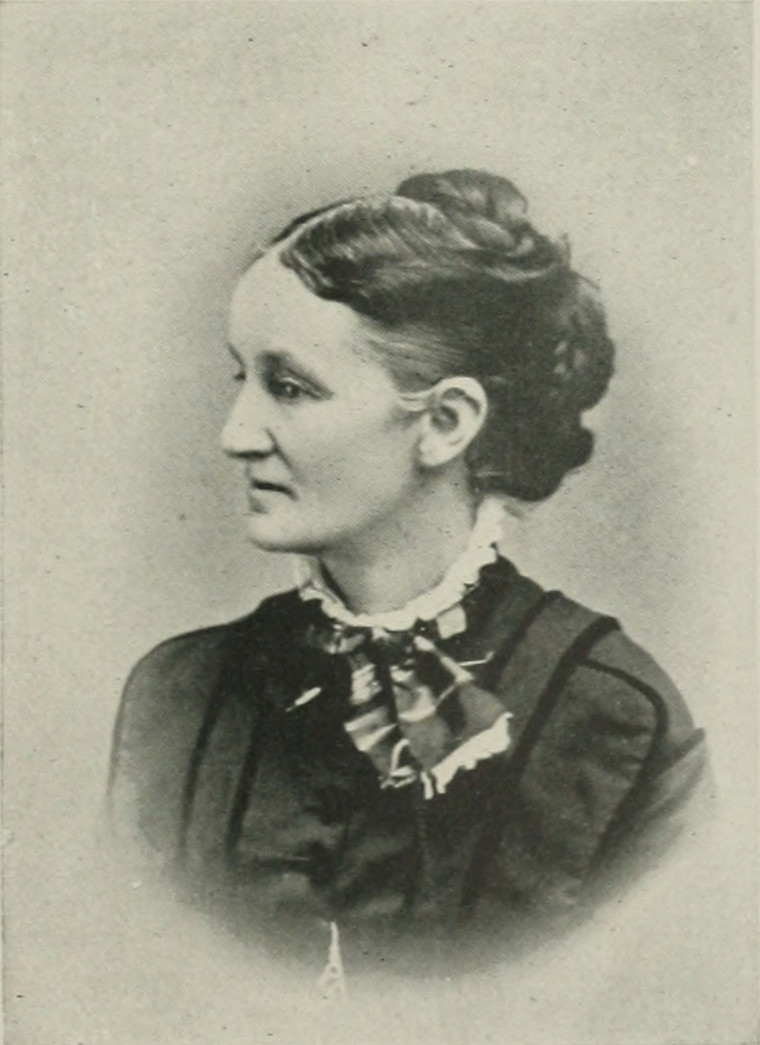
Caroline Marshall Woodward

Caroline Marshall Woodward (* 12. Oktober 1828 in Newmarket (New Hampshire) als Caroline Marshall; † 28. November 1890 in Fort Wayne) war eine amerikanische Autorin des 19. Jahrhunderts. Ihre Gedichte „The Old, Old Stairs“ und „Dumb Voices“ ließen sie zu den bekanntesten Schriftstellern ihrer Zeit zählen.

## Leben
Caroline Marshall wurde am 12. Oktober 1828 in Newmarket (New Hampshire) geboren. Ihr Vater Captain John Marshall stammte aus Concord (Massachusetts). Sie hatte mindestens zwei Geschwister; ihre Brüder John und Thomas.
Im Alter von acht Jahren begann Woodward ein Tagebuch, das sie nie vernachlässigte und oft in Reimen schrieb. Am 25. Dezember 1848 heiratete sie William W. Woodward in Concord (New Hampshire). 1852 zogen sie nach Wooster (Ohio). Dort begruben sie ihren vierjährigen Sohn. Sie zogen dann nach Fort Wayne. William war Eisenbahnunternehmer. Zusammen mit seinem Bruder M. E. Woodward und Charles Fletcher baute er einen Teil der Wabash Railroad. Er überwachte auch den Bau der Pittsburg Railroad.
In Fort Wayne begann sie mit dem Studium von Französisch und Deutsch. Nachdem sie diese Sprachen beherrschte, wandte sie sich der Ölmalerei zu und begann darin Unterricht zu nehmen. In dem Glauben, dass sie unangemessen unterrichtet wurde, gab sie ihren Unterricht auf und begann, Kunst für sich selbst zu lernen. Sie schrieb auch und wurde Mitarbeiterin für einige der führenden Zeitschriften des Landes. Ihre Gedichte „The Old, Old Stairs“ und „Dumb Voices“ zählten sie zu den berühmtesten Schriften ihrer Zeit.
Die letzten 20 Jahre ihres Lebens lebte Woodward im „Wood Mansion“ in Fort Wayne. Sie war ungefähr zwei Monate lang krank, bevor sie am 28. November 1890 im Alter von 62 Jahren in Fort Wayne an Herzversagen nach einer Grippe starb.